# 630
630 (DCXXX) var ett normalår som började en måndag i den julianska kalendern.

## Händelser

### Okänt datum
- Muhammed anländer till Mekka utan våld och välkomnas av massorna.

## Födda
- Konon, påve 686–687
- Sigibert III, frankisk kung av Austrasien 634–656
- Di Renjie, kinesisk ämbetsman
- Fausta (bysantinsk kejsarinna)

## Avlidna
- 27 april – Ardashir III, kung över sasaniderna